# Monza-Resegone
La Monza-Resegone è una gara podistica a passo libero, notturna ed a squadre, organizzata dalla Società Alpinisti Monzesi.
La gara si svolge in concomitanza con la Sagra di San Giovanni (solitamente il sabato antecedente al 24 giugno), così denominata in onore del patrono della città di Monza, San Giovanni Battista appunto. L'attenzione per questa competizione è notevole nei cittadini monzesi, ma anche nei cittadini delle città e dei paesi della Brianza attraversati dagli atleti.
Le squadre sono composte da tre atleti. Fino al 1998, la competizione era esclusivamente maschile, ma da quella data è stato creato un trofeo anche per le squadre esclusivamente femminili. Dal 2015 vengono premiate anche le squadre miste.
Nel 2015 è stato raggiunto il numero massimo di squadre iscritte 300, con 900 atleti partecipanti, ed è stato stabilito il nuovo record tempistico per la categoria maschile.
Il Logo della gara è la rappresentazione stilizzata di una fotografia di fine anni Settanta che raffigura tre atleti (Pietro Galizzi, Rino Lavelli e Gianni Colombo) durante la competizione.
Nel 2024 a distanza dal centenario dalla prima edizione del 1924, anche se le corse disputate sono state 62, è stata introdotta oltre alla solita gara classic anche la versione relay (con 50 pettorali disponibili). La nuova formula ha dato la possibilità di partecipare alla gara a squadre di sempre tre atleti (maschile, femminile, mista), alla quali ciascuna ha percorso una delle frazioni previste: Monza-Osnago 15,3km, Osnago-Olginate 15,7km e Olginate-Capanna Monza (Erve) 12,2km.

## Regolamento
La gara ha un percorso di 42 km e si svolge con qualsiasi condizione meteorologica. La gara è a tempo e risulta vincitrice la squadra che la percorre nel minor tempo in assoluto; il tempo viene calcolato sul terzo e ultimo concorrente di ciascuna squadra.
Possono iscriversi e partecipare tutti gli atleti di ogni età, purché maggiorenni. Il più giovane atleta che abbia mai partecipato aveva un'età di 18 anni e tre mesi (edizione 1983), mentre il più anziano ne contava 76 (edizione 2023).
Lungo il percorso sono istituiti dei "cancelli orari" da cui le squadre devono transitare compatte entro limiti prestabiliti di tempo e sono presenti diversi punti ristoro.

## Percorso

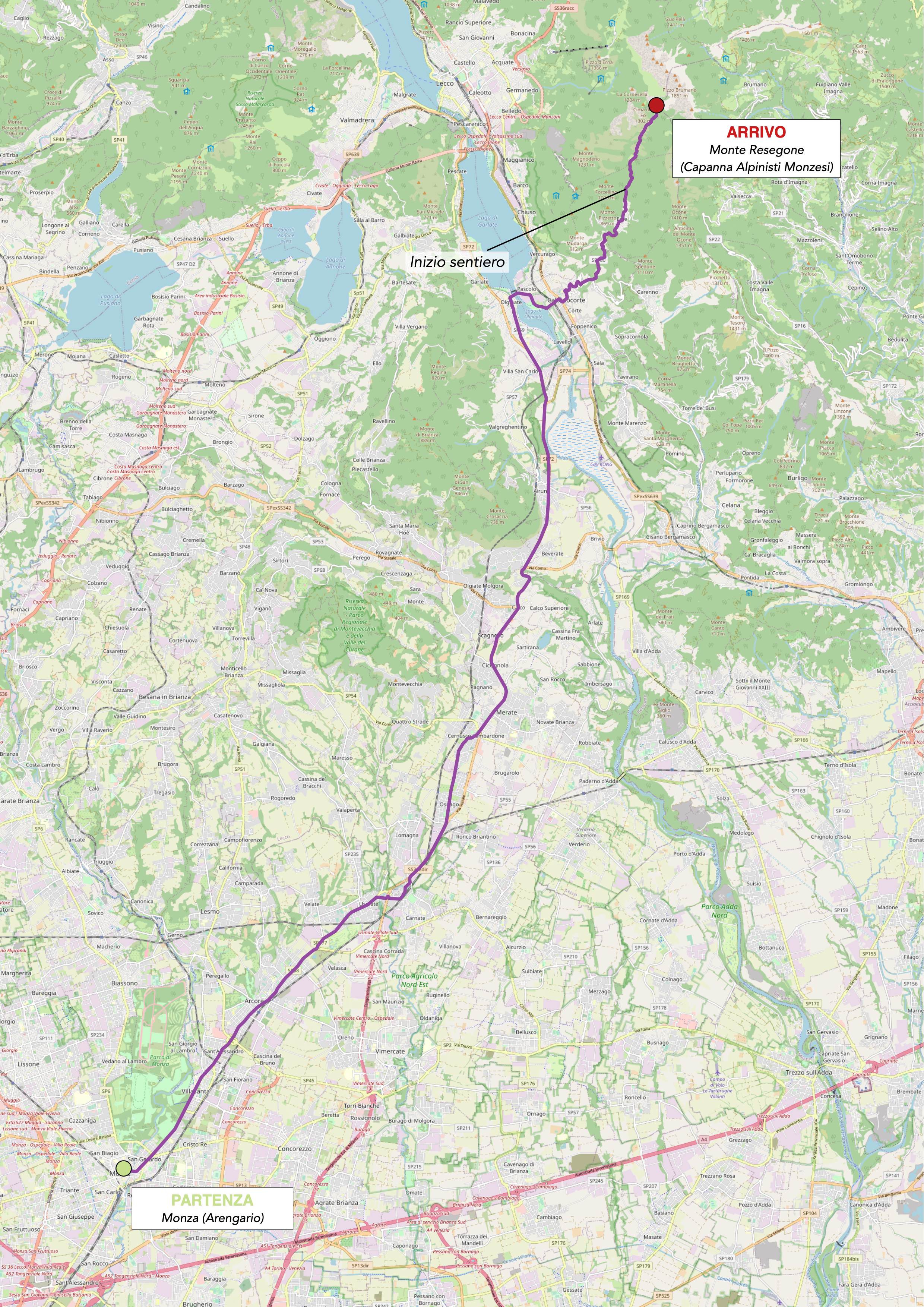
Carta del percorso della Monza-Resegone

La corsa inizia da Monza (162 m s.l.m.), dall'Arengario nel centro della città, per proseguire in via Vittorio Emanuele e via Lecco, raggiungendo i comuni di Villasanta, Arcore, Usmate Velate, Carnate, Osnago, Cernusco Lombardone, Merate, Calco, Airuno, Olginate e, attraversato il fiume Adda, Calolziocorte. Quindi prosegue lungo i tornanti per Rossino ed Erve ove termina la strada. Da qui si prosegue lungo il ripidissimo sentiero denominato in dialetto brianzolo "Pra di ratt" giungendo alla bocchetta del "forcellino"; poi il sentiero attenua il dislivello e gli atleti raggiungono in pochi minuti il traguardo, la Capanna Alpinisti Monzesi (1.173 m s.l.m.) sul Resegone. Lungo il suo percorso attraversa le due province di Monza e Brianza e di Lecco.

## Tempi migliori
A partire dall'edizione del 1989 il Record Assoluto era di 2h55'53" della squadra "Piero Il Macellaio" di Cascina Morosina Agrate Brianza ottenuto appunto nel 1989. Successivamente i record precedenti all'edizione del 1997 sono stati azzerati a causa delle variazioni intervenute sul percorso. Di seguito i nuovi tempi migliori.
Maschile
- Complessivo: 2h55'01" Me.Pa Assicurazioni Monza (2015) - Squadra A: Gualdi Giovanni, Buccilli Carmine, Nasef Hamed
- Tratto Monza-Erve: 2h13'32" Me.Pa Assicurazioni Monza (2015) - Squadra A: Gualdi Giovanni, Buccilli Carmine, Nasef Hamed
- Tratto Erve-Capanna Alpinisti Monzesi: 39'42" Osa - Valmadrera (2017)

Femminile
- Complessivo: 3h42'19" Calzature Cereda - Monza (2011)
- Tratto Monza-Erve: 2h49'01" Calzature Cereda - Monza (2011)
- Tratto Erve-Capanna Alpinisti Monzesi: 52'34" Atletica T.G. Lecco sq. A (1999)

Miste (premiate dal 2015)
- Complessivo: 3h34'39" G.S.A. Corno Marco Lecco
- Tratto Monza-Erve: 2h41'45" G.S.A. Corno Marco Lecco
- Tratto Erve-Capanna Alpinisti Monzesi: 49'21" Società Alpinisti Monzesi Monza

Il record personale di vittorie totali per categoria e' detenuto da Maria-Rita Zanaboni (18 vittorie), seguita da Emanuele Zenucchi (13 vittorie) e da Colombo Gianni (12 vittorie).
Percorso relay (Centenario anno 2024):
- 2h43'37": Affari&Sport/Metaltherm - Villasanta (2024)
- 2h49'08": Daini - Carate B.za (2025)

## Vincitori
- 1924 - 1ª edizione: Società Alpinisti Monzesi
- 1925 - 2ª edizione: 8º Reggimento Fanteria
- 1926 - 3ª edizione: 8º Reggimento Fanteria
- 1947 - 4ª edizione: Società Farfallino di Lecco
- 1948 - 5ª edizione: Società Viribus Unitis di Saronno
- 1949 - 6ª edizione: GES – San Fruttuoso di Monza
- 1950 - 7ª edizione: GAEM di Monza
- 1951 - 8ª edizione: GAEM di Monza
- 1952 - 9ª edizione: Società Daini di Carate Brianza
- 1953 - 10ª edizione: CRAL Leger di Ponte San Pietro
- 1954 - 11ª edizione: Squadra Capanna Alpinisti Monzesi
- 1955 - 12ª edizione: CRAL Leger di Ponte San Pietro

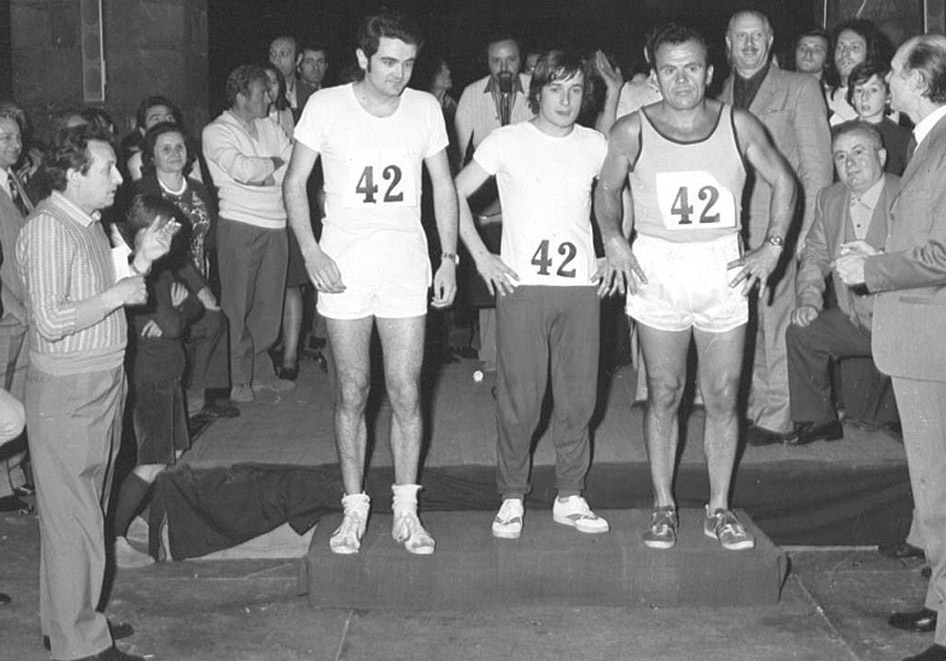
Gruppo podistico alla partenza nel 1973

- 1973 - 13ª edizione: Penna Azzurra di Monza
- 1974 - 14ª edizione: SCI CAI di Monza
- 1975 - 15ª edizione: Polisportiva Libertas Cernuschese di Cernusco L.
- 1976 - 16ª edizione: CAI Vimercate
- 1977 - 17ª edizione: CAI Vimercate
- 1978 - 18ª edizione: CAI Vimercate
- 1979 - 19ª edizione: CAI Vimercate
- 1980 - 20ª edizione: CAI Vimercate
- 1981 - 21ª edizione: SMIR Arredo Bagni di Bellusco
- 1982 - 22ª edizione: CAI Vimercate
- 1983 - 23ª edizione: CAI Vimercate
- 1984 - 24ª edizione: Cereda Calzature di Monza
- 1985 - 25ª edizione: CAI Vimercate
- 1986 - 26ª edizione: Cereda Calzature di Monza
- 1987 - 27ª edizione: CAI Vimercate
- 1988 - 28ª edizione: Cereda Calzature di Monza
- 1989 - 29ª edizione: Piero il macellaio di Agrate Brianza
- 1990 - 30ª edizione: Piero il macellaio di Agrate Brianza
- 1991 - 31ª edizione: Cereda Calzature di Monza
- 1992 - 32ª edizione: Cereda Calzature di Monza
- 1993 - 33ª edizione: Cereda Calzature di Monza
- 1994 - 34ª edizione: Cereda Calzature di Monza
- 1995 - 35ª edizione: Polisportiva Libertas Cernuschese di Cernusco L.
- 1996 - 36ª edizione: Cereda Calzature di Monza-Sesto San Giovanni
- 1997 - 37ª edizione: Cereda Calzature di Monza-Sesto San Giovanni
- 1998 - 38ª edizione: Cereda Calzature di Monza-Sesto San Giovanni
- 1999 - 39ª edizione: Cereda Calzature di Monza-Sesto San Giovanni (M), Atletica TG di Lecco (F)
- 2000 - 40ª edizione: Cereda Calzature di Monza-Sesto San Giovanni (M), Bar Bellini Nordico sport di Monza-Vedano (F)
- 2001 - 41ª edizione: Cereda Calzature di Monza-Sesto San Giovanni (M), CR Sport Shoes di Arcore (F)
- 2002 - 42ª edizione: Cereda Calzature di Monza-Sesto San Giovanni (M), Sala Punzoni di Caloziocorte (F)
- 2003 - 43ª edizione: Cereda Calzature di Monza-Sesto San Giovanni (M), Panificio Zananboni di Cernusco sul Naviglio (F)
- 2004 - 44ª edizione: Cartastampa-Incartare di Carate Brianza (M), Affari e Sport di Villasanta (F)
- 2005 - 45ª edizione: Gruppo Sportivo Sandamianese di San Damiano (M), Cereda Calzature di Monza (F)
- 2006 - 46ª edizione: GSA Brugherio Serist Melagori sq. B (M), Affari e Sport Villasanta (F)
- 2007 - 47ª edizione: Impresa Minoretti S.p.A. Erba (M), Cereda Calzature di Monza (F)

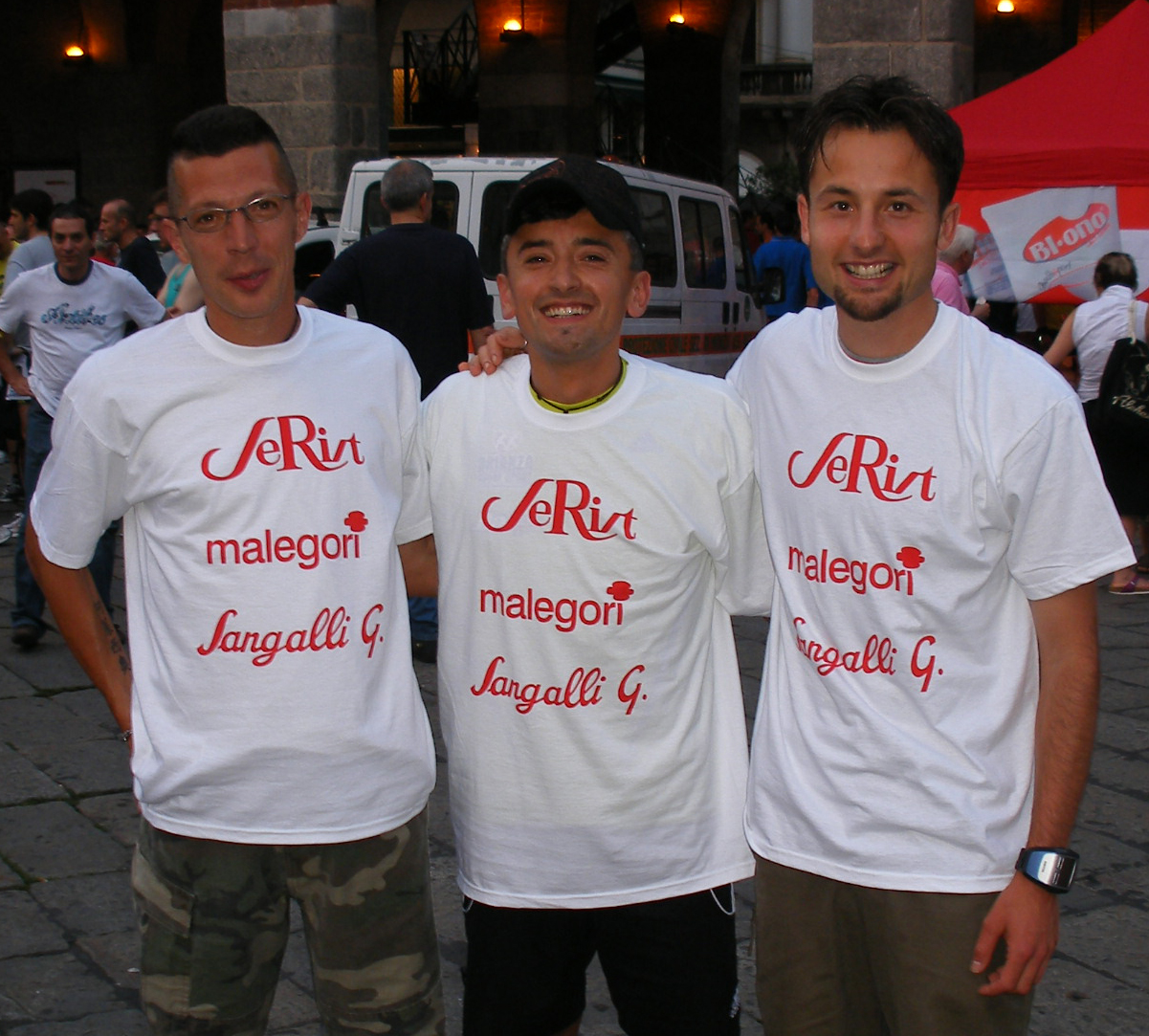
Lorenzo Trincheri, Mario Fattore, Marco D'Innocenti - Vincitori anno 2008

- 2008 - 48ª edizione: Serist Malegori Sangalli Brugherio (M), SEV Valmadrera - Valmadrera (F)
- 2009 - 49ª edizione: Impresa Minoretti sq. A - Erba (M), Polisportiva Libertas cernuschese - Cernusco Lombardone (F)
- 2010 - 50ª edizione: Mepa Assicurazioni sq. A - Monza (M), Cereda Calzature - Monza (F)
- 2011 - 51ª edizione: Affari & Sport Top - Villasanta (M), Cereda Calzature - Monza (F)
- 2012 - 52ª edizione: Me.Pa. Assicurazioni - Monza (M), Cereda Calzature - Monza (F)
- 2013 - 53ª edizione: Me.Pa. Assicurazioni Sq. A - Monza (M), Team Cometa - Pusiano (F)
- 2014 - 54ª edizione: Maxi Sport - Merate (M), Cereda Calzature - Monza (F)
- 2015 - 55ª edizione: Me.Pa Assicurazioni - Monza sq. A (M), Centro Medicina dello Sport - Carate Brianza/Brianza Sport & Salute (F), M.A.M & R.M. Carate Brianza (miste)
- 2016 - 56ª edizione: Centro di Medicina dello Sport Brimar 8 Team - Carate Brianza (M), Asd Runners Bergamo - Bergamo (F), Società Alpinisti Monzesi - Monza (miste)
- 2017 - 57ª edizione: Me.Pa. Assicurazioni Sq. A - Monza (M), La terna di Franco - Bergamo (F), Palestra MVP Named Sport Casatenovo (miste)
- 2018 - 58ª edizione: Atletica Desio (M), Team Rosti - Bergamo (F), Fò di Pe Squadra C - Valbrembo (miste)
- 2019 - 59ª edizione: Atletica Desio (M), Me.Pa Assicurazioni Ladies - Monza (F), Fò di Pe - Valbrembo (miste)
- 2022 - 60ª edizione: Affari&Sport - Villasanta (M), Enoteca Carlo Cattaneo - Carate Brianza (F), Fò di Pe - Valbrembo (miste)
- 2023 - 61ª edizione: AutoCogliati MMT - Merate (M), DF Sport Specialist Uragani Rosa - Barzanò (F), Pol. Moving Fornaio - Lissone (miste)
- 2024 - 62ª edizione: The Running Club - Luino (M), DF Sport Specialist Uragani - Barzanò (F), Pol. Moving Fornaio - Lissone (miste). Vincitori relay Affari&Sport/Metaltherm - Villasanta
- 2025 - 63ª edizione: Ditta Luigi Azzoni - Lecco (M), DF Sport Specialist Sq. B - Barzanò (F), Sogim (miste)